# Giosuè Signori
Giosuè Signori (Comenduno, 18 dicembre 1859 – Genova, 25 novembre 1923) è stato un arcivescovo cattolico italiano.

## Biografia
Fu ordinato presbitero per la diocesi di Bergamo il 25 marzo 1883, si laureò in sacra teologia ed in utroque iure a Roma presso l'Università dell'Apollinare. Rientrato nella sua diocesi fu nominato vice cancelliere della curia diocesana e successivamente vicario generale. Fu anche esaminatore prosinodale, amministratore del seminario e giudice presso il tribunale diocesano.
Il 26 aprile 1910 fu nominato vescovo di Fossano da papa Pio X e consacrato vescovo il 16 maggio 1910.
Da lì il 23 dicembre 1918 fu trasferito da papa Benedetto XV alla sede di Alessandria dove si impegnò in particolar modo nella riorganizzazione dell'Azione Cattolica.
Il 21 novembre 1921 fu promosso arcivescovo di Genova.
Morì a Genova il 25 novembre 1923 all'età di 63 anni.
A Genova l'opera pia "Giosuè Signori" gestisce alcune case in cui offre calore umano, vitto e alloggio ad alcune decine di disabili mentali.
lo stemma episcopale vuole evidenziare la sua discendenza dai Signori di Comenduno.

## Genealogia episcopale e successione apostolica
La genealogia episcopale è:
- Cardinale Scipione Rebiba
- Cardinale Giulio Antonio Santori
- Cardinale Girolamo Bernerio, O.P.
- Arcivescovo Galeazzo Sanvitale
- Cardinale Ludovico Ludovisi
- Cardinale Luigi Caetani
- Cardinale Ulderico Carpegna
- Cardinale Paluzzo Paluzzi Altieri degli Albertoni
- Papa Benedetto XIII
- Papa Benedetto XIV
- Papa Clemente XIII
- Cardinale Marcantonio Colonna
- Cardinale Giacinto Sigismondo Gerdil, B.
- Cardinale Giulio Maria della Somaglia
- Cardinale Carlo Odescalchi, S.I.
- Cardinale Costantino Patrizi Naro
- Cardinale Lucido Maria Parocchi
- Papa Pio X
- Vescovo Giacomo Radini-Tedeschi
- Arcivescovo Giosuè Signori

La successione apostolica è:
- Vescovo Girolamo Cardinale (1923)